# Alfred Brunswig
Alfred Brunswig [bru(:)nsviç / -vik] (13. června 1877 – 22. června 1929) byl německý filosof. Vyučoval na Univerzitě v Münsteru.

## Dílo
- Das Grundproblem Kants, 1914
- Hegel, 1922
- Leibniz, 1922